# La familia Hogan
La familia Hogan es una comedia de situación estadounidense, producida por Warner Bros. Television y emitida desde el 1 de marzo de 1986 hasta el 20 de julio de 1991.
El argumento giraba en torno a una familia y sus situaciones cotidianas, en la mayoría de las ocasiones tramas ligeras. En principio el programa se llamaba Valerie, sobre la base de la protagonista, la actriz Valerie Harper. Con su marcha tras 2 temporadas, la serie pasó a llamarse La familia de Valerie y posteriormente La familia Hogan.
La familia Hogan fue emitida en Estados Unidos por las cadenas NBC (1986 a 1990) y CBS (1990 a 1991). En España, la serie se estrenó en 1990.

## Argumento
La serie comenzó en 1986 bajo el título de Valerie, y estaba protagonizada por Valerie Hogan (interpretada por Valerie Harper), una madre de familia que debe cuidar y ocuparse de las situaciones de sus 3 hijos mientras su marido Michael Hogan (Josh Taylor), un piloto de líneas aéreas, está trabajando (habitualmente la mayor parte del tiempo). La mayoría de los argumentos de cada episodio se basaban en situaciones protagonizadas por la familia, destacando al hijo mayor David Hogan (Jason Bateman) como el desencadenante principal de la mayoría de las mismas, así como a sus 2 hermanos. Con el paso de las temporadas Jason Bateman fue adquiriendo un mayor protagonismo en las tramas argumentales.
Tras el final de la segunda temporada, Valerie Harper tuvo varias discusiones con los productores que la llevaron a abandonar la serie. Al comienzo de la tercera temporada, la serie pasó a llamarse La familia de Valerie (Valerie's family: The Hogans), y para justificar la marcha de su protagonista la cadena NBC alegó que el personaje de Valerie Hogan fallecía en accidente de tráfico. Valerie Harper fue sustituida por Sandy Duncan, que interpretaba a Sandy Hogan, hermana de Michael Hogan y que venía a ayudar a la familia a superar la pérdida de su madre.
Poco después, NBC decidió prescindir del nombre Valerie por causas legales y la serie pasó a llamarse La familia Hogan. La decisión de continuar la serie a pesar de la ausencia de Valerie Harper fue una sorpresa para muchos espectadores, pero la audiencia respondió y la serie continuó en emisión hasta 1990, año en que los espectadores comenzaron a descender. CBS tomó el relevo en 1991 y emitió 13 episodios, tras los cuales la serie fue cancelada definitivamente.

## Emisión
NBC fue la cadena que emitió la mayor parte de la serie en los Estados Unidos, tanto la idea original de Valerie como las primeras temporadas de La familia Hogan. Cuando canceló su emisión en 1990 por sus bajos datos de audiencia, la cadena rival CBS contrató una temporada más adquiriendo sus derechos. Finalmente, y tras unas malas audiencias, La familia Hogan fue cancelada en 1991.
En España la cadena pública Televisión Española estrenó la serie el 14 de julio de 1990 dentro del espacio "La telecomedia" a las 14:00 en su primera cadena. Después tuvo varias reposiciones.
En Venezuela esta serie fue transmitida por la cadena Televen entre 1990 y 1994 en su primera y segunda temporada bajo el nombre Valerie los sábados a las 15:00 horas y luego bajo el nombre "La Familia Hogan" de lunes a viernes a las 06:00 a. m..

## Curiosidades
- La serie se grabó en los Estudios Lorimar de California.
- La canción de la serie se llama "Together throught the years" y está interpretada por Roberta Flack.
- La familia Hogan fue la primera serie estadounidense en la que se mencionó la palabra "condón", en el capítulo Bad Timing.
- Valerie Harper abandonó Valerie tras la segunda temporada. Los productores la acusaron de "falta de profesionalidad" y "afán de protagonismo". La actriz llevó el caso a los tribunales y ganó, obteniendo una indemnización millonaria y un porcentaje sobre los derechos de la serie.